# Joan Roig i Diggle
Joan Roig i Diggle (ur. 12 maja 1917 w Barcelonie, zm. w nocy z 11/12 września 1936 w Santa Coloma de Gramenet) – hiszpański męczennik, ofiara wojny domowej w Hiszpanii w latach 1936-39, błogosławiony Kościoła katolickiego.

## Życiorys
Pochodził z ubogiej rodziny. Jego ojcem był Ramón Roig Fuente a matką była Maud Diggle Puckering. Uczęszczał do szkoły prowadzonej przez zakon Braci szkolnych, zaś później pobierał naukę od zgromadzenia pijarów. Jego nauczycielami byli m.in. Ignacy Casanovas Perramón i Franciszek Carceller Galindo, którzy zostali beatyfikowani przez Kościół katolicki. Żeby znaleźć pracę jego rodzina, wraz z nim przeniosła się w 1934 z Barcelony do El Masnou. Mimo to nie przerwał edukacji. Oprócz niej również pracował w fabryce i jako sprzedawca w sklepie. Wstąpił w El Masnou do Federación de Jóvenes Cristianos de Cataluña, katolickiego stowarzyszenia dzieci i młodzieży, gdzie został moderatorem grupy osób poniżej 14 lat. Joan często spędzał wiele czasu na Adoracji Najświętszego Sakramentu. Jego przyjacielem był Pere Tarrés Claret, późniejszy ksiądz i błogosławiony, który został uprawniony do przyniesienia Komunii świętej do domu Joana, gdyż trwała wojna domowa w Hiszpanii i republikanie zamknęli kościoły. Gdy republikańska milicja przyszła go aresztować, spożył pospiesznie hostię, żeby uniknąć profanacji i pożegnał się z matką. 11 września 1936 milicjanci wzięli go z domu, przewieźli na cmentarz w Santa Coloma de Gramenet, gdzie go zastrzelili. Joan przed śmiercią modlił się do Boga o przebaczenie dla swoich oprawców słowami: Que Déu us perdoni com jo us perdono (katal. Niech Bóg wam przebaczy jak ja wam przebaczam). W chwili zamordowania miał 19 lat.

## Proces beatyfikacyjny
4 października 1999 został otwarty jego proces beatyfikacyjny w archidiecezji barcelońskiej. 16 maja 2001 został on zakończony na szczeblu diecezjalnym, a akty przesłano do Rzymu. W 2007 roku dokonano ekshumacji jego doczesnych szczątków. 2 października 2019 papież Franciszek zatwierdził dekret o jego męczeństwie, co otworzyło drogę do jego beatyfikacji, która odbyła się 7 listopada 2020 w bazylice Sagrada Familia.